# Afro-portugueses
Os afro-portugueses são os cidadãos portugueses com ascendência negro-africana.

## Visão geral
A maioria dos afro-portugueses migraram ou são descendentes das pessoas provenientes das antigas colónias africanas portuguesas (Angola, Cabo Verde, Guiné-Bissau, Moçambique e São Tomé e Príncipe) e em números muito pequenos originários dos outros países da África subsariana. Essas comunidades chegaram a Portugal após a independência das colónias africanas, em 1974-75, e principalmente após o crescimento económico português na segunda metade da década de 1980. Estes não devem ser confundidos com a população maioritariamente europeia branca nascida em Portugal, que "retornaram" a partir das mesmas colónias, imediatamente após a sua independência — os chamados retornados ou Euro-africanos (colonos portugueses e descendentes dos colonos portugueses nascidos nas ex-colónias africanas que mudaram-se para Portugal após a independência das mesmas e na segunda metade da década de 1980, também estão incluídos nesta categoria).
A lei da nacionalidade portuguesa  de 1959 foi baseada no princípio do jus soli, as alterações feitas em 1975 e 1981 mudaram-na para uma lei do jus sanguinis, assim basicamente negando a possibilidade da naturalização não só dos migrantes da primeira geração, mas também dos seus filhos e netos. Só em 2006 esta situação foi alterada, mas ainda salientando o jus sanguinis.